# Dimmifjallgarður
Dimmifjallgarður är en bergskedja i republiken Island.   Den ligger i regionen Norðurland eystra, i den nordöstra delen av landet, 300 km nordost om huvudstaden Reykjavík.
Dimmifjallgarður sträcker sig 12,4 km i nord-sydlig riktning. Den högsta punkten är 857 meter över havet.
Topografiskt ingår följande toppar i Dimmifjallgarður:
- Brattifjallgarður
- Grímsstaðakerling